# Obi (część ubioru)
Obi (jap. 帯) – wspólna nazwa pasów i szarf służących do przepasywania tradycyjnych japońskich kimon, yukat i keikogi zarówno męskich (wąskich, ok. 10 cm), jak i damskich (znacznie szerszych, ok. 30 cm). Obi może przyjmować formę prostego pasa wykonanego z tkaniny, wiązanego od przodu, jak i skomplikowanych ozdób wiązanych z tyłu w złożone kokardy.

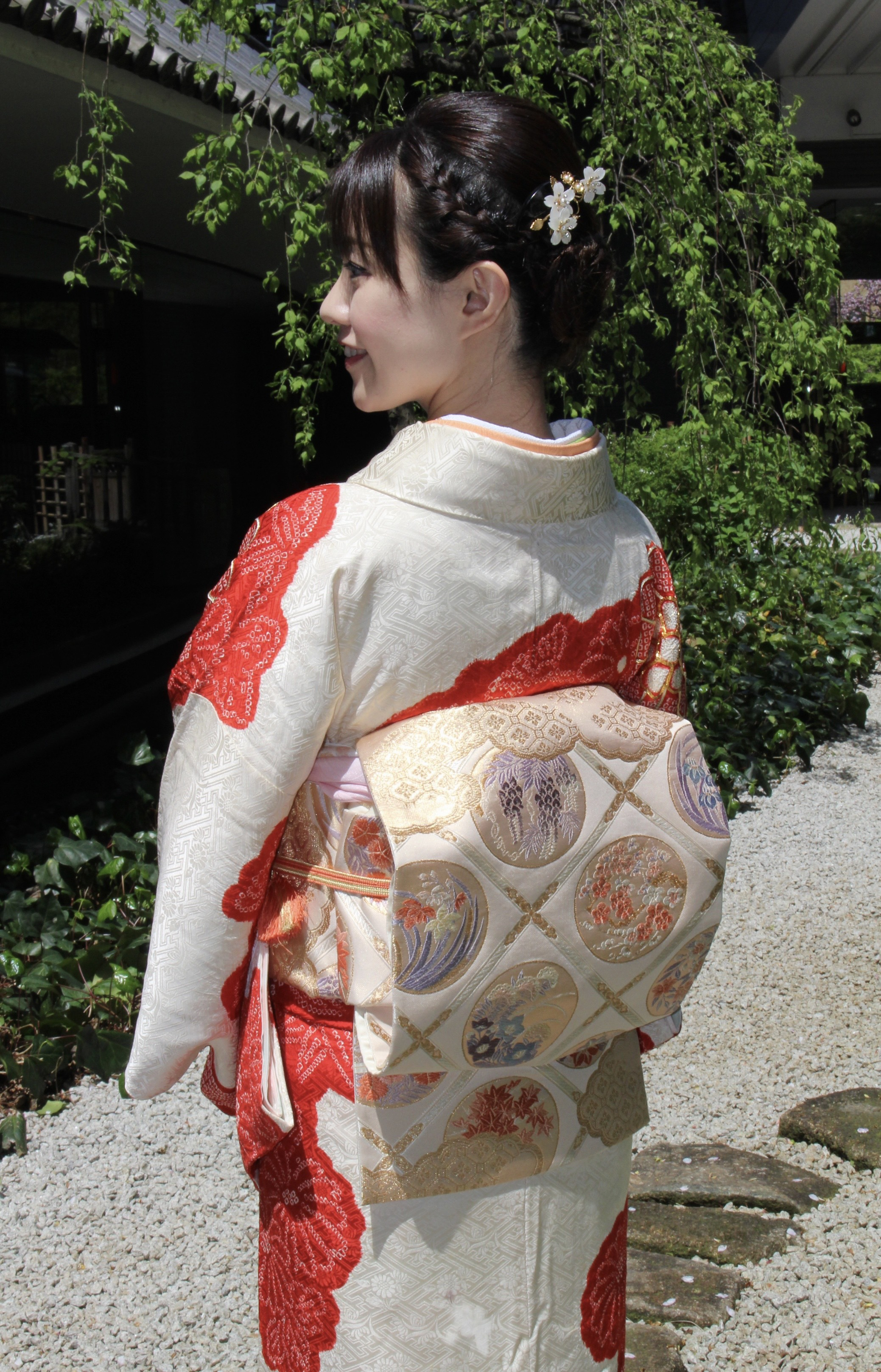
Tył kobiety ubranej w kimono z zawiązanym obi

Pas obi noszono w Japonii już w końcu XV wieku wraz z upowszechnieniem się kosode, wczesnej formy kimona, a w okresie Edo (1600-1868 roku) stał się częścią tradycyjnego stroju japońskiego.

Męski pas obi występuje w dwóch rodzajach:
- kaku obi - sztywny, wąski, szer. około 10 cm;
- szeroki na około 50 cm, wykonany z popielatego lub czarnego jedwabiu, wiązany w węzeł i przeznaczony do wizytowego kimona[2].

Damski pas szerokości około  30 cm początkowo miał długość około 2 m, później nawet 3-4 m.
Pasy były szyte z jedwabiu, satyny, brokatu (złotego lub srebrnego). Do ozdabiania obi stosowano także haft. Desenie i kolory dostosowywane były do kimona, do okazji a także pór roku.
Rodzaj węzła, w jaki zawiązywano z tyłu damskie obi zależy od rodzaju kimona, wieku, stanu cywilnego kobiety.
W okresie Edo dziewczęta i kobiety zamężne wiązały obi z tyłu, kurtyzany z przodu. Niektóre węzły sugerowały wiek kobiety, inne jej pozycję. Na przełomie XVII i XVIII wieku wymienia się ponad 20 sposobów wiązania pasa.
Najbardziej znane pasy obi:
- maru obi - szeroki (70 cm), długość około 4 m, przy zakładaniu składany wzdłuż na pół. Przeznaczony na szczególne uroczystości, bogato zdobiony;
- fukuro obi - noszony do kimon wizytowych;
- nagoya obi - w części opasującej talię zszyty na pół, dawniej noszony na co dzień, obecnie do kimon wizytowych;
- hanhaba obi - lniany lub bawełniany nakładany w czasie upałów do lekkiego kimona (bez podszewki)[2].

Do prawidłowego zawiązania pasa potrzebne są liczne akcesoria:
- obiage - pasek podtrzymujący obi
- Sznurek obijime, którym dodatkowo obwiązuje się pas
- obimakura - specjalna poduszeczka, wsuwana pod węzeł, która umożliwia jego uformowanie[2].

Obi jest też używane we wschodnich sztukach walki, gdzie przyjmuje zwykle postać najprostszą – pasa wiązanego od przodu. W wielu dojo kolor pasa odzwierciedla stopień danego zawodnika. Np. biały w judo, karate, jiu-jitsu i aikido jest najniższym poziomem, następnie w judo i jiu-jitsu uczniowie zdają egzamin na pas żółty, a w niektórych szkołach karate na biały z tzw. „belką”. Kolorowe pasy wprowadzono pod wpływem świata zachodniego, klasyczne szkoły sztuk walki jak np. szkoły aikido z linii Aikikai, dochowując tradycji, stosują jedynie dwa kolory: biały – na oznaczenie ucznia, czarny – na oznaczenie osoby, która osiągnęła mistrzostwo w danej sztuce.

## Galeria

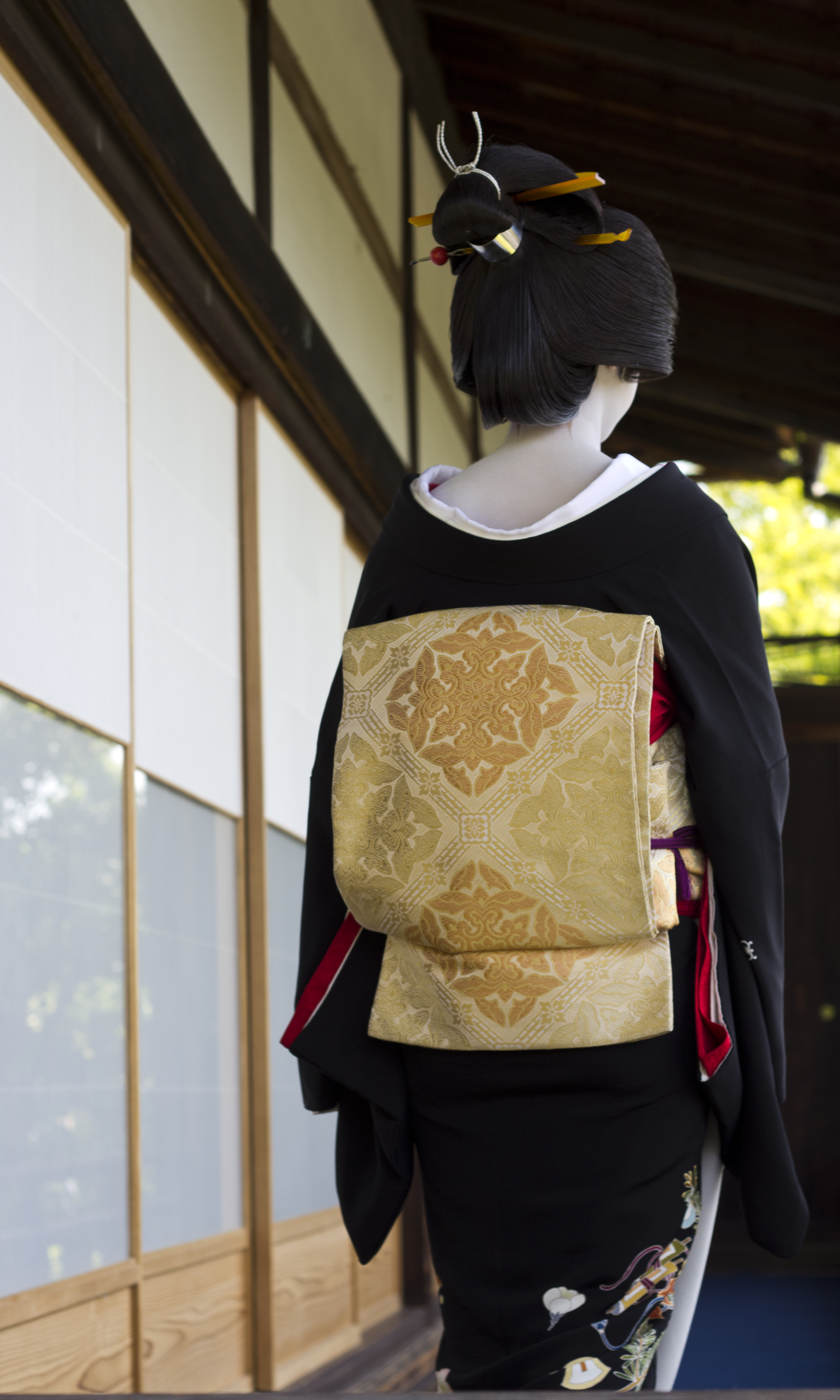
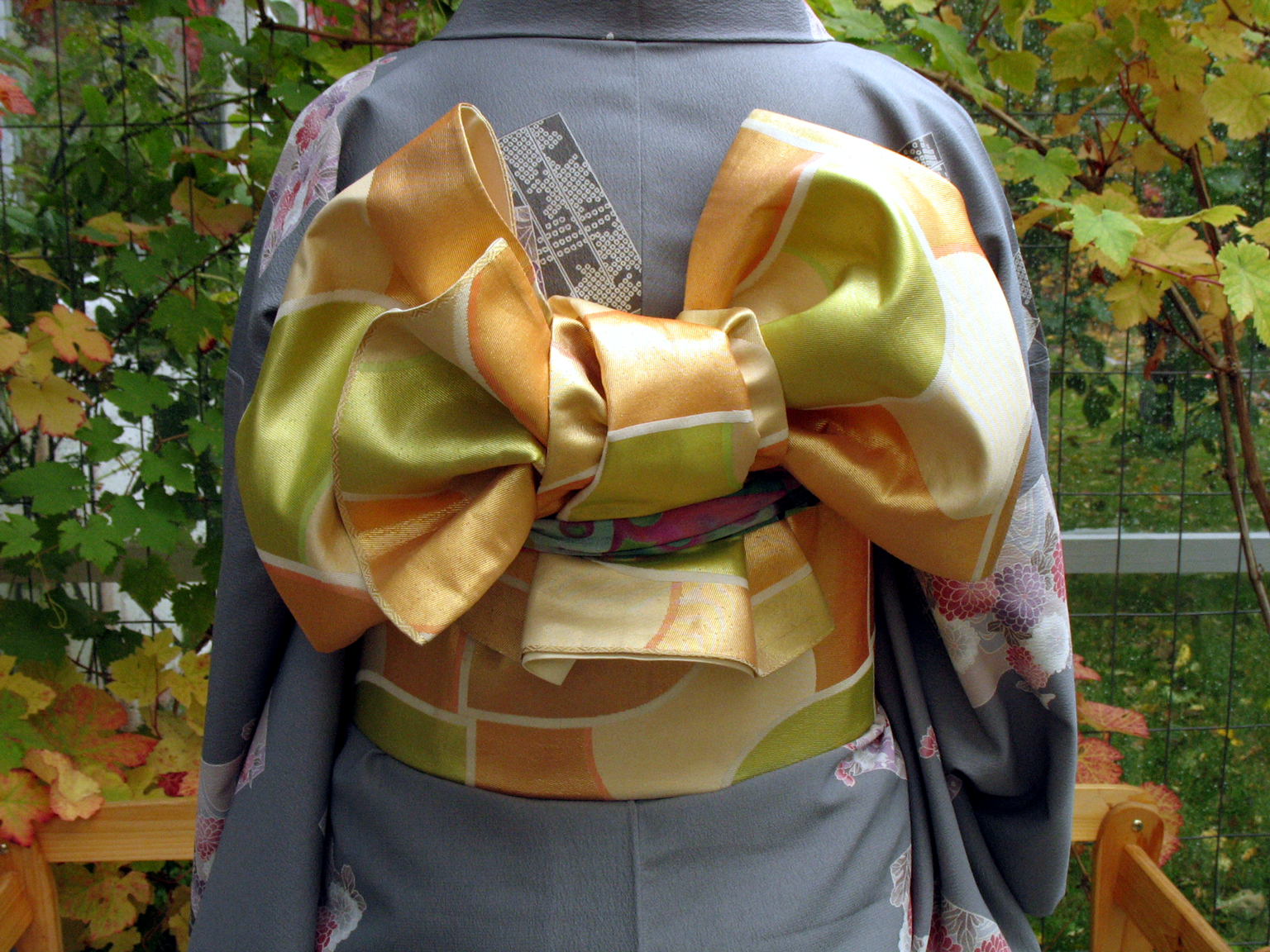
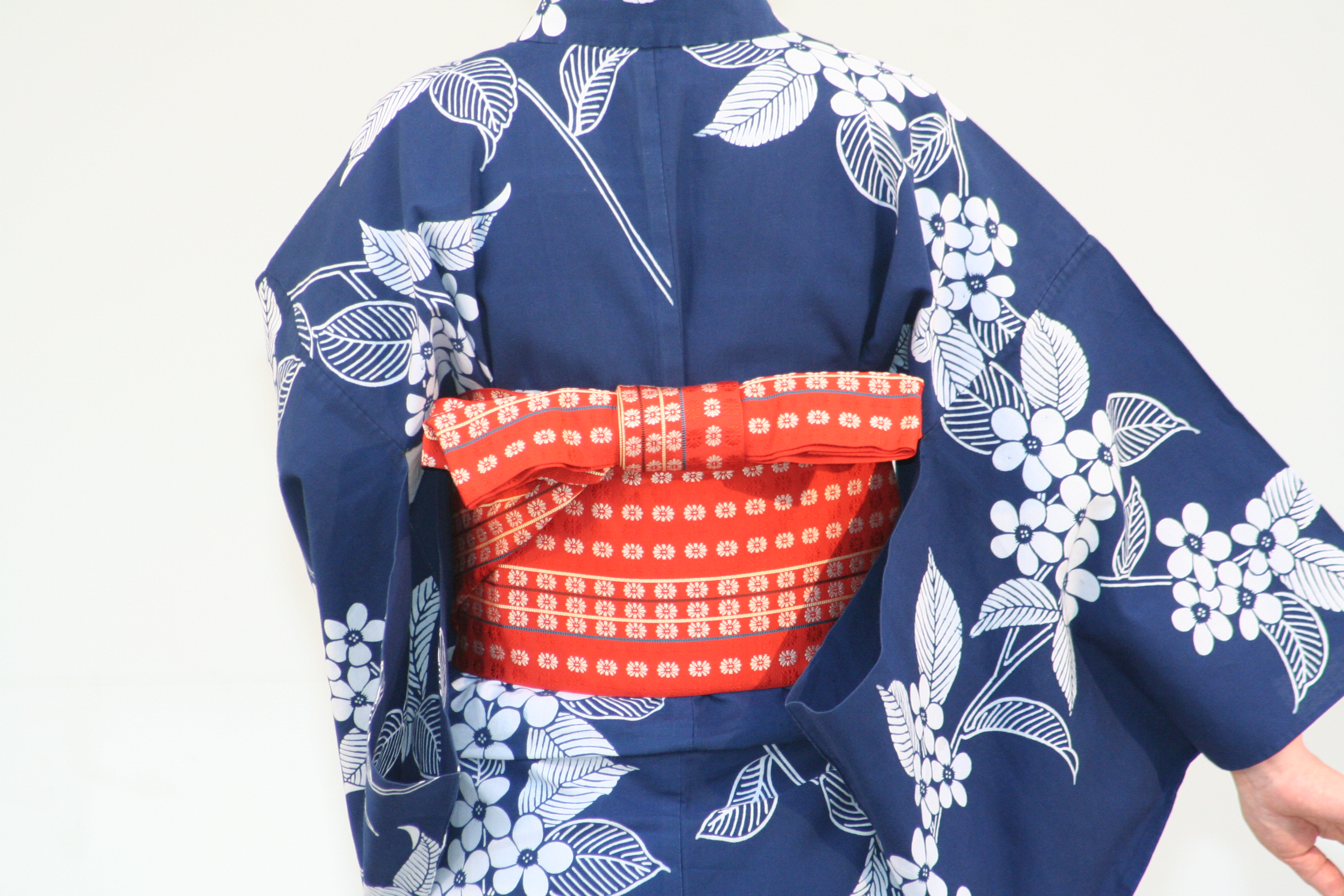
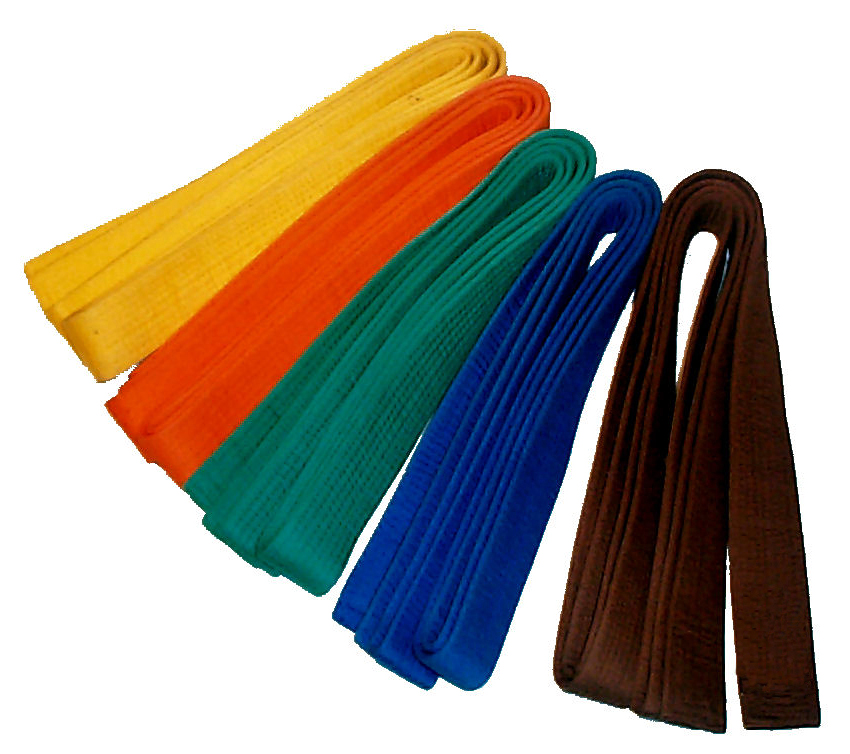
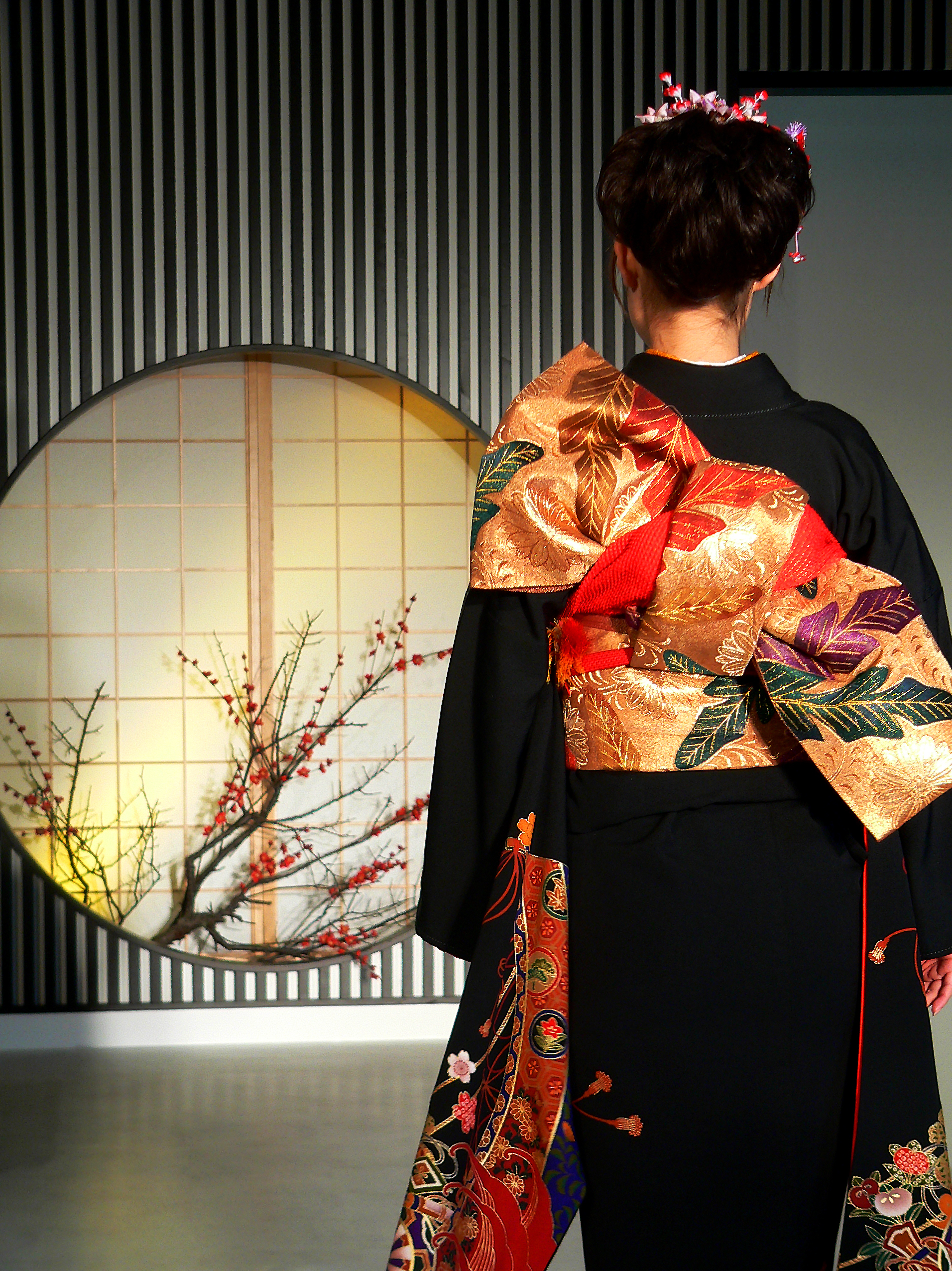
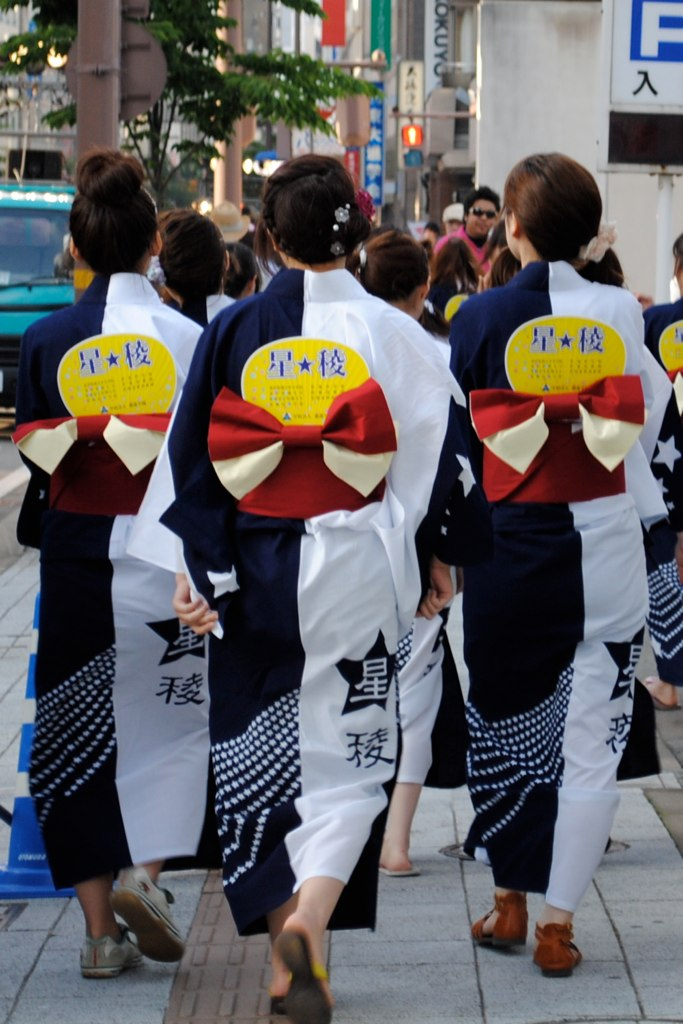